# Chris Cornell
Chris Cornell (født Christopher John Boyle, 20. juli 1964, død 18. maj 2017) var en amerikansk guitarist/singer-songwriter som var bedst kendt som forsanger, guitarist og sangskriver i bandet Soundgarden (1984-1997) og senere Audioslave (2001-2007). Han var også kendt som frontfigur for bandet Temple of the Dog, et band dedikeret til Andrew Wood, som engang var Cornells værelseskammerat. Han begyndte sin musikalske karriere som trommeslager, før han blev sanger og guitarist. Han har også udgivet de to soloalbum Euphoria Morning (1999) og Carry On (2007). Hans tredje soloalbum Scream (2009) blev udgivet i september og er produceret af den amerikanske hip-hop producer Timbaland. Han har desuden skrevet og fremført sangen "You Know My Name" til James Bond-filmen Casino Royale 2006.

## Historie
Cornell blev født og voksede op i Seattle og gik på Shorewood High School. Hans forældre er Ed Boyle og Karen Cornell og han har 2 ældre brødre som hedder Peter og Patrick og 3 yngre søstre der hedder Katy, Suzy og Maggie. Peter, Katy og Suzy dannede et band Unflatable Soule, et rimelig populært band i Seattle igennem 90’erne. Peter Cornell spiller nu i bandet Black Market Radio som udgav deres debut album (Suicide Parlour) i 2006. Chris og hans søskende tog deres mors efternavn efter hans forældre blev skilt.
Cornell fortæller på Audioslave – Live in Cuba DVD dokumentar at han lyttede intens til Beatles fra han var 9 til han var 11, efter han fandt en store samling Beatles plader i kælderen hvor han voksede op. I sine teenage-år led han af depression og forlod sjældent huset. På et tidspunkt i hans liv brugte han et helt år indendørs, hvor han brugte tiden på at drikke og spille guitar og trommer. Før han blev en succesfuld musiker arbejdede han på en seafood restaurant og var kok på en restaurant kaldt Ray's boathouse.
Han var gift med Vicky Karayiannis, og tidligere gift med Susan Silver som var manager for Alice In Chains og Soundgarden. Han har datteren Lillian Jean (født Juni 2000) med Susan Silver, men i 2004 blev de skilt. Kort efter giftede han sig med Vicky Karayiannis, som han har fået 2 børn med – Toni i September 2004 og Christopher Nicholas i December 2005.

### Død
Den 18. maj 2017 blev Cornell fundet død i badeværelset i sit værelse på MGM Grand i Detroit, efter at have optrådt til et show med Soundgarden på Fox Theatre. Døden tilskrives selvmord ved hængning. Han var 52 år gammel. Optagelser af hans sidste koncert kan findes på YouTube.

## Bands

### Soundgarden (1984-1997)
Sammen med Nirvana, Alice in Chains og Pearl Jam blev Soundgarden en af de mest succesrige bands fra Seattle's nye grunge scene i begyndelsen af 1990'erne. Bandet blev dannet i 1984 af Chris Cornell, Kim Thayil og Hiro Yamamoto, og oprindeligt med Cornell på trommer og vokal. De lejede trommeslager Scott Sundquist, så Cornell kunne koncentrere sig om at synge. Efter et år blev han erstattet af Matt Cameron, tidligere trommeslager i Skin Yard, og nuværende trommeslager i Pearl Jam. Efter deres andet album blev Hiro Yamamoto permanent udskiftet med Ben Shepherd. Som forsanger i Soundgarden, stod han blandt andet bag sangen "Black Hole Sun", der var blandt bandets største kommercielle succeser.

### Audioslave (2001-2007)
Audioslave blev dannet efter Zack de la Rocha forlod Rage Against the Machine og de resterende medlemmer søgte efter en anden sanger. Producer og ven Rick Rubin foreslog at de kontaktede Cornell. Rubin spillede "slaver & Bulldozers" med Soundgarden for de resterende Rage medlemmer, for at demonstrere hans evner. Cornell var i skriveprocessen til en anden solo-cd, men han besluttede at skrinlægge dette og forfølge den mulighed for at arbejde sammen med Tom Morello, Tim Commerford og Brad Wilk. Morello har beskrevet Cornell som: "He stepped to the microphone and sang the song and I couldn't believe it. It didn't just sound good. It didn't sound great. It sounded transcendent. And... when there is an irreplaceable chemistry from the first moment, you can't deny it."

### Soundgarden (2010-2017)
I 2010, sammen med Matt Cameron, Kim Thayil og Ben Stepherd, genoplivede Chris Cornell, Soundgarden, hvor de 2 år efter, i 2012, udgav albummet; King Animal

## Album

### Soundgarden
- 1988: Ultramega OK
- 1989: Louder Than Love
- 1990: Screaming Life/Fopp
- 1991: Badmotorfinger
- 1994: Superunknown
- 1996: Down on the Upside
- 1997: A-Sides
- 2012: King Animal

### Temple of the Dog
- 1991: Temple of the Dog

### Audioslave
- 2002: Audioslave
- 2005: Out of Exile
- 2006: Revelations

### Soloalbum
- 1999: Euphoria Morning
- 2007: Carry On
- 2009: Scream
- 2011: Songbook
- 2015: Higher Truth